# Klugerella olasoi
Klugerella olasoi is een mosdiertjessoort uit de familie van de Cribrilinidae. De wetenschappelijke naam van de soort is voor het eerst geldig gepubliceerd in 2000 door López de la Cuadra & García-Gómez.